# ジェシカ・スプリングスティーン
ジェシカ・ラエ・スプリングスティーン（Jessica Rae Springsteen, 1991年12月30日 - ) は、アメリカ合衆国の馬術競技選手。同国の歌手ブルース・スプリングスティーンの娘である。2020年東京オリンピックの馬術競技（障害飛越競技）のアメリカ合衆国代表選手として出場した。

## 幼少期
ブルース・スプリングスティーンの第二子として生まれ、兄と弟がいる3人兄弟で育つ。家族はニュージャージー州Colts Neck Township, New Jerseyにある牧場を所有、フロリダ州やカリフォルニア州ロサンゼルスに居住する。ちなみにアメリカ合衆国USEFは2021年7月18日東京2020オリンピック大会に障害飛越競技のアメリカ合衆国代表選手として選出を発表した際、カリフォルニア州ロサンゼルス出身としている。

## 経歴
4歳で乗馬を始め家族が持つニュージャージー州の牧場で続けた、そして6歳の時に最初の自分用ポニーを所有した。低学年でWashington International Pony Equitation Classic Finalのポニー部門で最初の優勝している。十代で頭角を現し2008年the ASPCA Maclay National Championshiptheと 2009年 the George H. Morris Excellence in Equitation Championshipのそれぞれで優勝している。2011年にはイギリスで開催されたRoyal Windsor Horse Showに (馬名)Vordnado Van Den Hoendrikとのペアで参加した。2012年のロンドンオリンピックにはアメリカ合衆国障害飛越競技の補欠選手として参加、2014年the American Gold Cup.で優勝した。2016年には障害飛越競技5*Grand Prixにて（馬名）Cynar VAとのペアで勝者になった。2017年5月イギリスで開かれたthe Falcon Stakes CSI 5* へ（馬名）Davendy S.と参加して優勝した。                   　　　　　　　　　　　　　　　　　　　　　　　　　　　　　　　　　　　　　　　　　　　　　　　　　　　　　　　　
アメリカ馬術連盟（USEF）は2017年7月アメリカ合衆国障害飛越競技の選手として東京2020オリンピックに（馬名）Don Juan van de Donkhoeveとのペアで参加することを発表した。
2021年8月3日、東京オリンピックの馬術(障害飛越個人)で予選落ち。この時「馬が力士の人形を怖がっていた」と設定された障害物に対してハリー・チャールズ、テディ・フロックなど複数の選手からクレームが入り、物議を醸した。父・ブルースも予選落ちにも力士の人形が関与していると指摘し、スペイン紙『マルカ』は「動物に関係している新しい要因が出てきた。馬に新たな敵が浮上。それが相撲レスラーだ」と報じていた。
2021年8月6日 19:00より障害飛越競技の団体予選が行われた。この競技にLaura KrautとMcLain Wardの三名で参加してペナルティ13で第五位になり続く決勝へ進んだ。8月7日19:00より障害飛越競技の団体決勝が行われた。アメリカとスウェーデンがペナルティ８で上位に並んだため同日20:50よりジャンプオフ(Jump off)が行われる結果になった。この競技において両国チームは共にペナルティが無く スウェーデンが1.3秒速く周回したため　結果として銀メダルを獲得した。

アメリカ馬術連盟（USEF）は2024年4月アメリカ合衆国障害飛越競技の選手としてパリ2024オリンピックに（馬名）Don Juan van de Donkhoeve(15歳 Belgian Warmblood種)とのペアで参加することを発表した。

## 2020東京オリンピック後の主な国際大会の成績
| 競技の成果     | 競技の成果              | 競技の成果                  | 競技の成果 | 競技の成果 | 競技の成果 |
| 年             | 大会                    | 場所                        | 得点       | 順位       | 特記       |
| -------------- | ----------------------- | --------------------------- | ---------- | ---------- | ---------- |
| 2021年8月29日  | CSI5* Grand Prix TableA | スイス ブリュッセル         |            | 1位        |            |
| 2021年10月15日 | CSIS* Two Phases 2      | スロバキア サモリン         |            | 2位        |            |
| 2021年11月5日  | CSI5* -w Two Phases 1   | イタリア ヴェローナ         |            | 1位        |            |
| 2021年11月26日 | CSI4* Table A           | スウェーデン ストックホルム |            | 1位        |            |
| 2021年12月9日  | CSI5* Prix Radio Lac    | スイス ジュネーブ           |            | 2位        |            |
| 2022年2月4日   | CSI4* Table A           | アメリカ ウェリントン       |            | 2位        |            |